# イドリース2世
イドリース2世（アラビア語 : إدريس الثاني, Idris II, 791年10月15日 - 828年8月29日）は、モロッコを支配したイドリース朝の第2代イマーム（在位：803年 - 828年）。イドリース朝の全盛期を創出した英主である。

## 生涯
父は初代のイドリース1世である。生母はベルベル人奴隷で、妾腹の息子だと伝わっている。791年（793年説もある）に父が毒殺されたため、跡を継いだ。イドリース2世は王朝繁栄のために積極的な人材招聘を行い、スペインやイフリーキーヤ（チュニジア）から500人のアラブ兵を招聘してモロッコ北部のアラブ化を行った。また、モロッコ南部で敵対していたベルベル人のマスムーダ族を討って勢力を拡大した。808年（809年とも）にフェズに新都を建設し、ここにコルドバやイラワーンから移民の入植を奨励して都は大いに繁栄した。
828年に死去し、跡を長男ムハンマド・イブン・イドリースが継いだ。